# ギャバジン (織物)

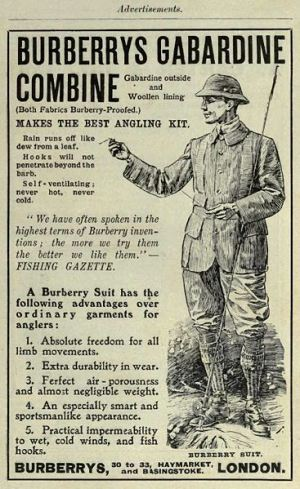
バーバリーによる防水ギャバジン・スーツの広告、1908年

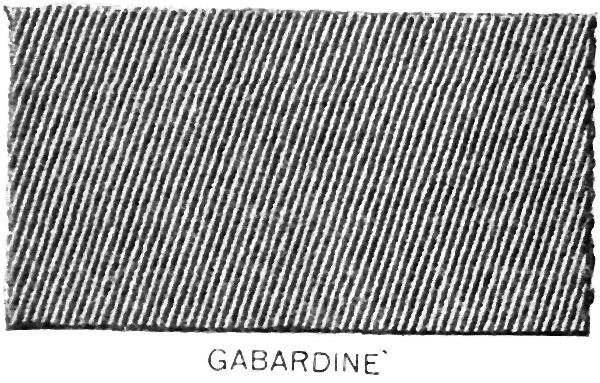
ギャバジン

ギャバジン（英語: gabardine）は、織目がきつく丈夫に作られた綾織りの布で、スーツや外套、ズボン、制服、ウインドブレーカーなどに用いられる。日本では略してギャバと呼ばれることもある。
伝統的にはウーステッド（梳毛）のウール（羊毛）を用いて織られるが、コットン（木綿）や、ポリエステル繊維、あるいは混紡でも織られることがある。ウールのギャバジンが本格的な冬物に使用されるのに対し、綿やポリエステルで織ったギャバジンは薄手の春物のコートなどに使われることが多い。
ギャバジンは、綾目（綾線）が通常、ないし、より傾斜の強い綾織りで織られており、表面には特徴的な斜めの模様が現れ、裏面は滑らかになる。ギャバジンでは、横糸（緯糸）よりも縦糸（経糸）の本数の方が常に多くなる。
オーダーメイドの仕立て屋（テーラー）は、背広のポケットが通常の弱い生地の裏地では穴が空きそうな場合に、コットン製のギャバジンを裏地として用いられることがある。
ギャバジンでできた服は、ウール生地の服の場合に典型的であるように、ドライクリーニングにしか適さないと表示されるのが普通である。
ギャバジンは布の名称であるが、同時にこの布を織る綾織りの手法をこう呼ぶこともあり、また、この布で作られたレインコートをこう呼ぶこともある。

## 歴史
ギャバジンは、イングランド南部のハンプシャー州ベイジングストークの洋装店バーバリーの創業者トーマス・バーバリーが、1879年に発明し、1888年に特許を取得したものである。原料の繊維は、ウーステッド（梳毛）、ないし、ウーステッド・コットンで、製織工程（織り上げ）に入る前に防水加工が施され、きつく織り上げられた布は水をはじくほどになるが、着心地はゴム引き布よりずっと良い。この布の名称は、もともと中世に着られた緩やかなクロークないしガウンを意味し、後に雨用のクロークや、身体を保護するスモックなどを意味するようになった「ギャバジン (gaberdine, gabardine)」という言葉に由来している。
バーバリー製のギャバジンの服は、1911年に南極点に到達したロアール・アムンセン、南極大陸横断探検隊を率いたアーネスト・シャクルトンをはじめ、極地探検家たちに愛用された。1924年にエベレスト初登頂を目指したジョージ・マロリーが遭難した際にも、彼はこの布で作られたジャケットを着用していた。
ギャバジンはアメリカ陸軍兵士の軍服にも用いられており、それに習って終戦後の日本でもギャバジンが流行したが、当時の統制下においてギャバジン製のボールドルックの背広を着れる人は限られていたため、それを着ている人を指すギャバ人種という俗語も生まれたとされる。